# Zellerbruch von Seligenstadt und Zellhausen
Das Naturschutzgebiet Zellerbruch von Seligenstadt und Zellhausen (NSG-Kennung 1438020) liegt im hessischen Landkreis Offenbach. Es umfasst einen rund 58,12 Hektar großen Waldbestand in den Stadtgebieten von Seligenstadt und Mainhausen.

## Gebietsbeschreibung
Das Naturschutzgebiet (NSG) liegt nordwestlich des Mainhausener Ortsteils Zellhausen zwischen der Autobahn A3 und der Landesstraße L2310. Es umfasst Flächen der Gemarkungen Seligenstadt und Zellhausen im Naturraum Hanau-Seligenstädter Senke. Das NSG setzt sich aus Buchenwäldern, Auenwäldern und Feuchtwiesen zusammen. Ergänzt wird es durch ein angrenzendes Landschaftsschutzgebiet von 34,27 ha, das überwiegend aus landwirtschaftlich genutztem Grünland besteht.

## Schutzzweck
Zweck der Unterschutzstellung ist es, ökologisch wertvolle Landschaftselemente der holozänen Mainaue mit einem naturnahen Erlenbruch und Erlen-Eschen-Auewäldern, wertvollen Restflächen des ehemals größten zusammenhängenden Feuchtwiesenbereiches und auch Standorten mittlerer Feuchte bis hin zu Magerrasenfragmenten zu sichern und zu erhalten.